# Odorrana rotodora
Odorrana rotodora es una especie de anfibio anuro de la familia Ranidae.

## Distribución geográfica
Esta especie es endémica de la provincia de Yunnan, en el sur de la República Popular China. Habita entre los 400 y 810 m de altitud en los condados de Yingjiang, Menglian, Lancang y Ruili y Pu'er.

## Publicación original
- Yang & Rao, 2008 : Amphibia and Reptilia of Yunnan. Yunnan Publishing Group Corporation, Yunnan Science and Technology Press, Kunming, p. 12-152.